# Simone Gesi

a Compétitions nationales et continentales officielles uniquement.

b Matchs officiels uniquement.
Dernière mise à jour le 25 août 2024.
Simone Gesi, né le 23 mai 2001 à Livourne (Italie), est un joueur international italien de rugby à XV. Il évolue au poste d'ailier au Zebre Parma en United Rugby Championship.
Il a un frère cadet, Alessandro Gesi, qui est également joueur de rugby à XV et ailier.

## Biographie

### Jeunesse et formation
Simone Gesi naît en 2001 à Livourne, mais il grandit dans la ville de Colorno. 
Il pratique tout d'abord le tennis et le basket-ball avant de commencer la pratique du rugby à XV au sein du Rugby Livorno 1931 (en) vers l'âge de sept ou huit ans,. Plus tard, il fait partie de l'Académie nationale Ivan Francescato de Parme.
En équipe de jeunes, il joue tout d'abord aux postes de demi d'ouverture et de centre avant d'être déplacé définitivement à l'aile.
Son frère cadet Alessandro Gesi joue également au rugby à XV.

### Débuts prometteurs au Rugby Colorno et découverte du haut niveau au Zebre (2020-2022)
Simone Gesi rejoint le club de Rugby Colorno, où il commence sa carrière professionnelle en Championnat d'Italie à partir de la saison 2020-2021 et joue quatorze rencontres pour cinq essais inscrits. À l'issue de la saison, il est convoqué avec l'équipe d'Italie des moins de 20 ans pour disputer le Tournoi des Six Nations des moins de 20 ans 2021. Durant la compétition, il est titulaire lors des cinq rencontres sur l'aile gauche et inscrit deux essais.
Pour la saison 2021-2022, il évolue tout d'abord avec son équipe de Rugby Colorno.  En octobre 2021, il est convoqué par Alessandro Troncon avec l'équipe d'Italie A (en) (équipe réserve),. Avec cette sélection, il est de nouveau sélectionné deux mois plus tard, il inscrit un triplé face à la Roumanie A, contribuant à la large victoire des siens 50 à 26,. Par la suite, il se voit offrir un contrat de Permit Player, à partir de mars 2022, il peut être amené à jouer au sein de la franchise du Zebre Parma évoluant en United Rugby Championship (URC). Le même mois, il est convoqué pour la première fois en équipe d'Italie pour les deux dernières journées du Tournoi des Six Nations 2022, mais il ne dispute aucune rencontre. Il fait ses débuts avec le Zebre lors d'une rencontre d'URC lors de ce mois face aux Sharks où il est titularisé. Le mois suivant, il découvre le Challenge européen face aux Newcastle Falcons. Deux semaines plus tard, il inscrit son premier essai dans l'URC face à Édimbourg Rugby. La journée suivante, il inscrit l'essai de la victoire, 23 à 18 pour son équipe en fin de match face aux Dragons. Après ses bonnes performances, il signe finalement un contrat de deux ans avec le Zebre. Au total, cette saison-là, il dispute sept rencontres avec la franchise italienne et inscrit deux essais. Avec le Rugby Colorno, il prend part à onze rencontres et inscrit cinquante-quatre points dont huit essais, deux pénalités et quatre transformations dans le Top 10, où il est notamment élu meilleur joueur de la saison,. En juin suivant, il est sélectionné en équipe d'Italie A et dispute deux rencontres face aux Pays-Bas puis à la Namibie où il inscrit un essai à chaque rencontre.

### Titulaire et marqueur d'essais prolifique au Zebre, première cape internationale (depuis 2022)

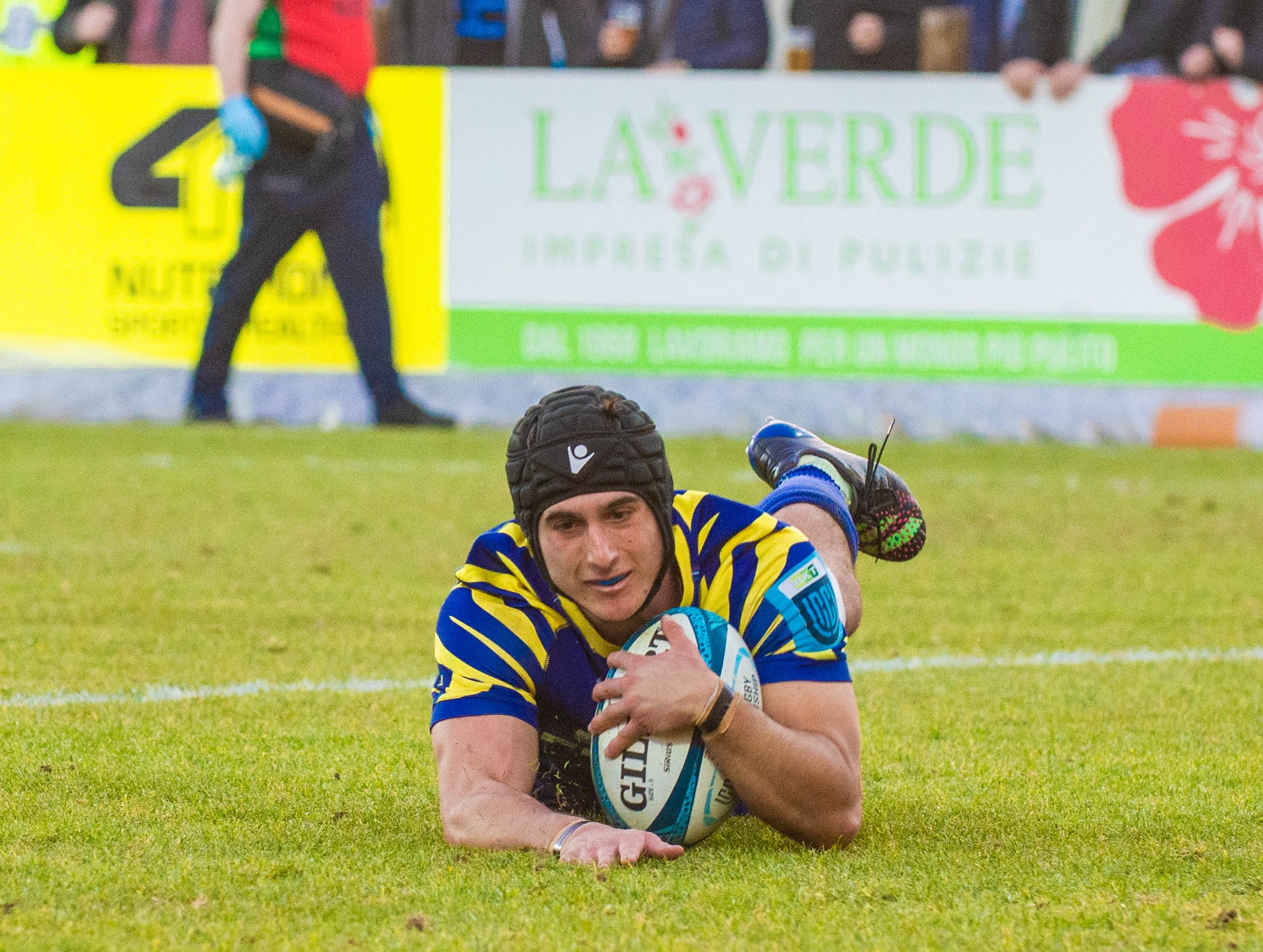
Simone Gesi inscrivant un essai contre le Connacht dans l'URC en février 2023.

Durant l'été 2022, il intègre donc la franchise du Zebre à plein temps. Il réalise une bonne saison, il a notamment inscrit sept essais en dix rencontres début mars 2023, il attire alors l'intérêt du sélectionneur italien Kieran Crowley qui le sélectionne avec l'équipe d'Italie, un an après sa première convocation, pour les deux dernières journées du Tournoi des Six Nations 2023. Il connait sa première cape internationale face à l'Écosse en tant que titulaire. Un mois après sa première sélection, de retour avec les Zebre, il inscrit son premier triplé avec ces derniers lors du dernier match de la saison face aux Lions. Au terme de la saison, il a pris part à treize rencontres, toutes en tant que titulaire, et inscrit onze essais avec la franchise du Zebre. Il est récompensé de sa bonne saison en étant nommé dans l'équipe-type de la saison du United Rugby Championship. En mai 2023, il est sélectionné avec l'Italie dans un groupe de 46 joueurs pour préparer la Coupe du monde 2023.
Lors du début de saison 2023-2024, il inscrit un doublé durant le match de la première journée d'URC perdue face à l'Ulster à domicile sur le score de 36 à 40, néanmoins il permet à son club de décrocher le bonus défensif en fin de rencontre en plus du bonus offensif déjà acquis grâce à lui-même car il a marqué le quatrième essai des siens. La journée suivante, il se montre de nouveau décisif sur le terrain des Ospreys, malgré la défaite 34 à 31 de son équipe, il inscrit un nouveau doublé et contribue au double bonus décroché par son équipe encore une fois. Lors de la quatrième journée, il prend part à la première victoire des Zebre en URC depuis avril 2022, soit vingt-neuf rencontres, lorsque son équipe bat les Sharks 12 à 10 à domicile. Deux journées plus tard, il retrouve le chemin de l'en-but adverse en inscrivant son troisième doublé de la saison mais son équipe s'incline lourdement 61 à 19 sur la pelouse des Lions. Le 13 janvier 2024, il inscrit un doublé décisif lors de la victoire des Zebre 20 à 17 face aux Dragons en phase de poule de Challenge Cup. Trois jours plus tard, il est convoqué pour disputer le Tournoi des Six Nations avec l'équipe d'Italie. Le 20 janvier, il inscrit un nouveau doublé en Challenge Cup, portant son total d'essais dans cette compétition à cinq en seulement trois matchs, tout en contribuant au double point de bonus acquit par son équipe lors de leur défaite 28 à 27 sur le terrain de la Section paloise, validant leur qualification pour les phases finales. Grâce à ces deux essais, il devient le meilleur marqueur d'essais de l'histoire du Zebre avec vingt-quatre réalisations, dépassant le précédant record de Dries van Schalkwyk. Début mars, il signe une prolongation de contrat le liant jusqu'en 2026 avec le Zebre. Au total, il dispute vingt matchs et inscrit onze essais sur l'ensemble de la saison.

## Statistiques

### En équipe nationale
Simone Gesi compte 3 capes dont 2 en tant que titulaire, depuis sa première sélection le 18 mars 2023 face à l'Écosse.
Il participe à une édition du Tournoi des Six Nations en 2023. Il dispute 1 rencontres, 1 en tant que titulaire.

## Palmarès

### Distinctions personnelles
- Meilleur joueur du Top 10 en 2022.
- Membre de l'équipe-type du United Rugby Championship en 2023.
- Meilleur marqueur d'essais de l'histoire du Zebre Parma avec 24 essais (au 25 août 2024).